# Eremophila deserti
Eremophila deserti là một loài thực vật có hoa trong họ Huyền sâm. Loài này được (A.Cunn. ex Benth.) Chinnock mô tả khoa học đầu tiên năm 1986.